# Kazuyoshi Miura
Kazuyoshi Miura, född 26 februari 1967 i Shizuoka, Japan, är en japansk fotbollsspelare som spelar för UD Oliveirense, på lån från Yokohama FC.
Kazuyoshi Miura är världens äldsta målskytt på proffsnivå. Han slog 2017 den engelske legendaren Stanley Matthews rekord och blev den äldste spelaren någonsin i en professionell fotbollsmatch. Han har 2021 förlängt sitt kontrakt med Yokohama FC och kommer därmed att göra sin 36:e säsong som fotbollsspelare.